# Albert III de Stauffenberg
Albert III von Stauffenberg (mort le 10 juillet 1421) est le trente-huitième évêque de Ratisbonne et prince-évêque de la principauté épiscopale de Ratisbonne de 1409 à sa mort.

## Biographie
Albert III von Stauffenberg rencontre le pape Alexandre V puis Jean XXIII lors de sa présence au concile de Constance.
Vers 1410, il fait reconstruire le cloître de la cathédrale de Ratisbonne. Albert III tient une cour économe, il peut ainsi rembourser les dettes et racheter les biens perdus pour le diocèse.
Dans la querelle entre les deux ducs bavarois Henri de Landshut et Louis d'Ingolstadt, il se tient aux côtés du premier dans l'espoir de gains territoriaux pour l'évêché comme le comté de Hohenburg-Bissingen. La Ligue des chevaliers, alliée à Louis, dévaste le pays en 1416.